# Listă de comune din județul Timiș
Această listă de comune din județul Timiș cuprinde toate cele 89 comune din județul Timiș în ordine alfabetică.

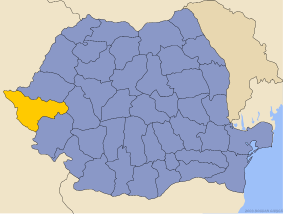
Județul Timiș

Harta județului Timiș

| Nume în română         | Nume în alte limbi                                        | Suprafață | Populație | Sat-reședință          | Alte sate componente                                                          |
| ---------------------- | --------------------------------------------------------- | --------- | --------- | ---------------------- | ----------------------------------------------------------------------------- |
| Balinț                 | hu Bálinc de Balintz                                      |           | 1 596     | Balinț                 | Bodo, Fădimac, Târgoviște                                                     |
| Banloc                 | hu Bánlak de Banlok                                       |           | 4 435     | Banloc                 | Ofsenița, Partoș, Soca                                                        |
| Bara                   | hu Barafalva                                              |           | 388       | Bara                   | Dobrești, Lăpușnic, Rădmănești, Spata                                         |
| Bârna                  | hu Barnafalva uc Брна                                     |           |           | Bârna                  | Botești, Botinești, Drinova, Jurești, Pogănești, Sărăzani                     |
| Beba Veche             | hu Óbéb de Alt-Beba sr Стара Беба                         |           |           | Beba Veche             | Cherestur, Pordeanu                                                           |
| Becicherecu Mic        | hu Kisbecskerek de Klein-Betschkerek sr Мали Бечкерек     |           |           | Becicherecu Mic        |                                                                               |
| Belinț                 | hu Belence de Belintz                                     |           |           | Belinț                 | Babșa, Chizătău, Gruni                                                        |
| Bethausen              | hu Bethlenháza de Bethausen                               |           |           | Bethausen              | Cladova, Cliciova, Cutina, Leucușești, Nevrincea                              |
| Biled                  | hu Billéd de Billed                                       |           |           | Biled                  |                                                                               |
| Birda                  | hu Birda                                                  |           |           | Birda                  | Berecuța, Mânăstire, Sângeorge                                                |
| Bogda                  | hu Rigósfürdő de Neuhof                                   |           |           | Bogda                  | Altringen, Buzad, Charlottenburg, Comeat, Sintar                              |
| Boldur                 | hu Boldor                                                 |           |           | Boldur                 | Jabăr, Ohaba-Forgaci, Sinersig                                                |
| Brestovăț              | hu Aga de Brestowatz sk Brestovec                         |           |           | Brestovăț              | Coșarii, Hodoș, Lucareț, Teș                                                  |
| Bucovăț                | hu Bükkfalva de Bukowetz in Banat                         |           |           | Bucovăț                | Bazoșu Nou                                                                    |
| Cărpiniș               | hu Gyertyámos de Gertianosch sr Грћанош                   |           |           | Cărpiniș               | Iecea Mică                                                                    |
| Cenad                  | hu Nagycsanád de Tschanad sr Чанад                        |           |           | Cenad                  |                                                                               |
| Cenei                  | hu Csene de Tschene sr Ченеј                              |           |           | Cenei                  | Bobda                                                                         |
| Checea                 | hu Kőcse sr Кеча                                          |           |           | Checea                 |                                                                               |
| Chevereșu Mare         | hu Nagykövéres de Gross-Köweresch                         |           |           | Chevereșu Mare         | Dragșina, Vucova                                                              |
| Comloșu Mare           | hu Nagykomlós de Gross-Komlosch                           |           |           | Comloșu Mare           | Comloșu Mic, Lunga                                                            |
| Coșteiu                | hu Nagykastély                                            |           |           | Coșteiu                | Hezeriș, Păru, Țipari, Valea Lungă Română                                     |
| Criciova               | hu Kricsó uc Кричова                                      |           |           | Criciova               | Cireșu, Cireșu Mic, Jdioara                                                   |
| Curtea                 | hu Kurtya                                                 |           |           | Curtea                 | Coșava, Homojdia                                                              |
| Darova                 | hu Daruvár de Darowa                                      |           |           | Darova                 | Hodoș, Sacoșu Mare                                                            |
| Denta                  | hu Denta sr Дента                                         |           |           | Denta                  | Breștea, Rovinița Mare, Rovinița Mică                                         |
| Dudeștii Noi           | hu Újbesenyő de Neu-Beschenowa sr Бешенова                |           |           | Dudeștii Noi           |                                                                               |
| Dudeștii Vechi         | hu Óbesenyő de Alt-Beschenowa sr Стара Бешенова           |           |           | Dudeștii Vechi         | Cheglevici, Colonia Bulgară                                                   |
| Dumbrava               | hu Igazfalva                                              |           |           | Dumbrava               | Bucovăț, Răchita                                                              |
| Dumbrăvița             | hu Újszentes de Neu-Sentesch                              |           |           | Dumbrăvița             |                                                                               |
| Fârdea                 | hu Ferde                                                  |           |           | Fârdea                 | Drăgșinești, Gladna Montană, Gladna Română, Hăuzești, Mâtnicu Mic, Zolt       |
| Fibiș                  | hu Temesfüves de Fibisch                                  |           |           | Fibiș                  |                                                                               |
| Foeni                  | hu Fény sr Фењ                                            |           |           | Foeni                  | Cruceni                                                                       |
| Gavojdia               | hu Gavosdia de Gavoschdia                                 |           |           | Gavojdia               | Jena, Lugojel, Sălbăgel                                                       |
| Ghilad                 | hu Gilád de Gilad                                         |           |           | Ghilad                 | Gad                                                                           |
| Ghiroda                | hu Győröd de Alt-Giroda                                   |           |           | Ghiroda                | Giarmata-Vii                                                                  |
| Ghizela                | hu Gizellafalva de Giseladorf                             |           |           | Ghizela                | Hisiaș, Paniova, Șanovița                                                     |
| Giarmata               | hu Temesgyarmat de Jahrmarkt                              |           |           | Giarmata               | Cerneteaz                                                                     |
| Giera                  | hu Gyér de Gier sr Ђир                                    |           |           | Giera                  | Grăniceri, Toager                                                             |
| Giroc                  | hu Gyüreg                                                 |           |           | Giroc                  | Chișoda                                                                       |
| Giulvăz                | hu Torontálgyülvész                                       |           |           | Giulvăz                | Crai Nou, Ivanda, Rudna                                                       |
| Gottlob                | hu Kisősz de Gottlob                                      |           |           | Gottlob                | Vizejdia                                                                      |
| Iecea Mare             | hu Nagyjécsa de Gross-Jetscha                             |           |           | Iecea Mare             |                                                                               |
| Jamu Mare              | hu Nagyzsám de Gross-Scham                                |           |           | Jamu Mare              | Clopodia, Ferendia, Gherman, Lățunaș                                          |
| Jebel                  | hu Széphely de Schebel                                    |           |           | Jebel                  |                                                                               |
| Lenauheim              | hu Csatád de Lenauheim                                    |           |           | Lenauheim              | Bulgăruș, Grabaț                                                              |
| Liebling               | hu Liebling de Liebling                                   |           |           | Liebling               | Cerna, Iosif                                                                  |
| Livezile               | hu Tolvád de Tolwadia                                     |           |           | Livezile               | Dolaț                                                                         |
| Lovrin                 | hu Lovrin de Lowrin                                       |           |           | Lovrin                 |                                                                               |
| Margina                | hu Marzsina                                               |           |           | Margina                | Breazova, Bulza, Coșevița, Coșteiu de Sus, Groși, Nemeșești, Sintești, Zorani |
| Mașloc                 | hu Máslak de Blumenthal                                   |           |           | Mașloc                 | Alioș, Remetea Mică                                                           |
| Mănăștiur              | hu Bégamonostor                                           |           |           | Mănăștiur              | Pădurani, Remetea-Luncă, Topla                                                |
| Moravița               | hu Temesmóra de Morawitz                                  |           |           | Moravița               | Dejan, Gaiu Mic, Stamora Germană                                              |
| Moșnița Nouă           | hu Mosnicatelep de Neu-Moschnitz                          |           |           | Moșnița Nouă           | Albina, Moșnița Veche, Rudicica, Urseni                                       |
| Nădrag                 | hu Nadrág de Steinacker                                   |           |           | Nădrag                 | Crivina                                                                       |
| Nițchidorf             | hu Nickyfalva de Nitzkydorf                               |           |           | Nițchidorf             | Blajova, Duboz                                                                |
| Ohaba Lungă            | hu Hosszúszabadi                                          |           |           | Ohaba Lungă            | Dubești, Ierșnic, Ohaba Română                                                |
| Orțișoara              | hu Orczyfalva de Orzydorf                                 |           |           | Orțișoara              | Călacea, Cornești, Seceani                                                    |
| Otelec                 | hu Ótelek                                                 |           |           | Otelec                 | Iohanisfeld                                                                   |
| Parța                  | hu Parác de Paratz sr Парац                               |           |           | Parța                  |                                                                               |
| Pădureni               | hu Temesliget uc Гусарька                                 |           |           | Pădureni               |                                                                               |
| Peciu Nou              | hu Újpécs de Ulmbach sr Улбеч                             |           |           | Peciu Nou              | Diniaș, Sânmartinu Sârbesc                                                    |
| Periam                 | hu Perjámos de Perjamosch                                 |           |           | Periam                 |                                                                               |
| Pesac                  | hu Pészak de Pesak                                        |           |           | Pesac                  |                                                                               |
| Pietroasa              | hu Kőfalu                                                 |           |           | Pietroasa              | Crivina de Sus, Fărășești, Poieni                                             |
| Pișchia                | hu Hidasliget de Bruckenau                                |           |           | Pișchia                | Bencecu de Jos, Bencecu de Sus, Murani, Sălciua Nouă                          |
| Racovița               | hu Rakovica                                               |           |           | Racovița               | Căpăt, Drăgoiești, Ficătar, Hitiaș, Sârbova                                   |
| Remetea Mare           | hu Temesremete de Gross-Remetea                           |           |           | Remetea Mare           | Ianova                                                                        |
| Sacoșu Turcesc         | hu Törökszákos de Türkisch Sakosch                        |           |           | Sacoșu Turcesc         | Berini, Icloda, Otvești, Stamora Română, Uliuc, Unip                          |
| Saravale               | hu Sárafalva de Sarafol sr Саравола                       |           |           | Saravale               |                                                                               |
| Satchinez              | hu Temeskenéz de Knees sr Кнез                            |           |           | Satchinez              | Bărăteaz, Hodoni                                                              |
| Săcălaz                | hu Szakálháza de Sackelhaus                               |           |           | Săcălaz                | Beregsău Mare, Beregsău Mic                                                   |
| Sânandrei              | hu Szentandrás de Sanktandreas sr Светандраш              |           |           | Sânandrei              | Carani, Covaci                                                                |
| Sânmihaiu Român        | hu Bégaszentmihály de Rumänisch-Sankt-Michael             |           |           | Sânmihaiu Român        | Sânmihaiu German, Utvin                                                       |
| Sânpetru Mare          | hu Nagyszentpéter de Gross-Sankt-Peter sr Велики Семпетар |           |           | Sânpetru Mare          | Igriș                                                                         |
| Secaș                  | hu Temesszékás de Sekasch                                 |           |           | Secaș                  | Checheș, Crivobara, Vizma                                                     |
| Șag                    | hu Temesság de Schag                                      |           |           | Șag                    |                                                                               |
| Șandra                 | hu Sándorháza de Alexanderhausen                          |           |           | Șandra                 | Uihei                                                                         |
| Știuca                 | hu Csukás de Ebendorf uc Щука                             |           |           | Știuca                 | Dragomirești, Oloșag, Zgribești                                               |
| Teremia Mare           | hu Máriafölde de Marienfeld                               |           |           | Teremia Mare           | Nerău, Teremia Mică                                                           |
| Tomești                | hu Tamásd                                                 |           |           | Tomești                | Baloșești, Colonia Fabricii, Luncanii de Jos, Luncanii de Sus, Românești      |
| Tomnatic               | hu Nagyősz de Triebswetter                                |           |           | Tomnatic               |                                                                               |
| Topolovățu Mare        | hu Nagytopoly de Gross-Topolowetz                         |           |           | Topolovățu Mare        | Cralovăț, Ictar-Budinț, Iosifalău, Șuștra, Topolovățu Mic                     |
| Tormac                 | hu Végvár de Rittberg                                     |           |           | Tormac                 | Cadăr, Șipet                                                                  |
| Traian Vuia            | hu Bozsor                                                 |           |           | Sudriaș                | Jupani, Săceni, Surducu Mic, Susani, Traian Vuia                              |
| Uivar                  | hu Újvár de Neuburg                                       |           |           | Uivar                  | Pustiniș, Răuți, Sânmartinu Maghiar                                           |
| Valcani                | hu Valkány de Walkan                                      |           |           | Valcani                |                                                                               |
| Variaș                 | hu Varjas de Warjasch sr Варјаш                           |           |           | Variaș                 | Gelu, Sânpetru Mic                                                            |
| Victor Vlad Delamarina | hu Lugoskisfalu                                           |           |           | Victor Vlad Delamarina | Herendești, Honorici, Pădureni, Petroasa Mare, Pini, Visag                    |
| Voiteg                 | hu Vejte de Wojtek                                        |           |           | Voiteg                 | Folea                                                                         |